# Ruée vers l'or de l'Oural
La ruée vers l'or de l'Oural, qui a précédé la ruée vers l'or en Californie, a culminé à peu près au même moment, au milieu du XIXe siècle.

## Histoire
Les historiens estiment que la première ruée vers l'or du monde débute lorsque des prospecteurs découvrent de l'or et des émeraudes aux abords de la ville de Iekaterinbourg, dans la chaîne de l'Oural, à la fin du XVIIIe siècle. C'est au nord-est de la ville, dans les contreforts de l'Oural, sur les deux rives de la rivière Bérézovka[Où ?], que se trouvent les veines de minerai d'or les plus exploitées dans les années 1840, enfouies à une modeste profondeur.
Des mines de fer et de cuivre étaient exploitées depuis très longtemps à grande échelle dans l'Oural. Dès 1774, les réparations d'un engin de l'une de ces mines, appartenant à Klutchefsk firent rencontrer un gîte de sable aurifère, soumis au lavage l'année suivante. « Une étrange, une fantastique ruée vers l'or s'organise durant les 50 premières années du XIXe siècle », raconte l'historien Fernand Braudel dans Civilisation matérielle, économie et capitalisme - XVe siècle - XIIIe siècle (page 577). Cet or avait trouvé dès le siècle précédent ses premiers débouchés en France. La Russie en devient peu à peu exportatrice, alors qu'elle importait jusque-là des métaux précieux. La ruée vers l'or de l'Oural est contemporaine de la ruée vers l'or de 1828 en Géorgie mais prend plus d'ampleur et dure plus longtemps. Dès 1824, 15 mines de l'Oural produisent 206 pouds d'or (un poud est égal à 16 kilos) soit plus de 3,3 tonnes d'or, quantité qui déjà augmenté de 40 % en 1827.
En 1842, un bloc d’or de 36 kilos d'or fut trouvé près de Miass, ville de l'Oural créée en 1773, pour l'extraction de minerai de cuivre. La production d'or dans cette localité atteignit 640 kg par an avant de diminuer. La ruée vers l'or de l'Altaï, encore plus à l'est, en Sibérie, prend le relais. L'année 1847 est le point culminant de la production d'or en Russie. L'administration des mines affiche un chiffre de 28,5 tonnes d'or pour l'Oural et l'Altaï réunis. Dans les deux cas, les alluvions sont beaucoup plus riches en or sur le versant oriental.
Le principal artisan de l'extraction, portée à un niveau industriel, fut Ivan Dmitrievich Astashev (1796-1869).
Ensuite, la décroissance porte entièrement sur la richesse de la Sibérie, tant orientale qu'occidentale. Non seulement l'activité des extractions n'a pas diminué dans l'Oural, mais elle s'est même légèrement accrue. Les mines de l’Oural atteindront en fait à leur apogée au temps de Staline. C'est la lecture de L'Or, de Blaise Cendrars, qui a déterminé Staline à tenter de réindustrialiser l'Oural. L’Oural conserve ensuite une importante production d’or qui baisse cependant de 1989 à 1991, de 285 tonnes à 250 tonnes pour tomber ensuite à une centaine de tonnes d’or par an après 2010.